# Кружалин, Виктор Иванович
Виктор Иванович Кружалин (21 января 1950, Брянск) — российский учёный, географ, основатель и заведующий кафедрой рекреационной географии и туризма Географического факультета МГУ имени М. В. Ломоносова (с 2004), вице-президент Национальной академии туризма (с 2005). Действительный государственный советник III класса (2003), заслуженный работник высшей школы РФ (2005), почетный работник туристической индустрии РФ (2010) и заслуженный профессор МГУ имени М. В. Ломоносова (2015). Доктор географических наук, профессор. 
Заместитель министра образования Российской Федерации (2000—2003), проректор Московского государственного университета имени М. В. Ломоносова (2003—2006).  
Лауреат Премий Правительства РФ в области науки и техники (1996) и в области туризма (2015). 

## Биография и научная деятельность
Виктор Кружалин в 1967 году окончил среднюю школу №27 в Брянске и поступил в МГУ. В 1972 году окончил Географический факультет МГУ, после чего поступил в аспирантуру кафедры геоморфологии. Был председателем Научного студенческого общества в 1974—1975 годах. Под научным руководством профессора Ю. Г. Симонова защитил кандидатскую диссертацию на тему «Строение речных систем бассейна озера Ханка и их эволюция в плейстоцене». В 2000 году защитил докторскую диссертации «Экологическая геоморфология суши: на примере России».
С 1972 года В. И. Кружалин работает на Географическом факультете МГУ. В сфере его научных интересов — инженерная география, инженерная и экологическая геоморфология. С 1975 года читал курсы лекций на кафедре геоморфологии Географического факультета МГУ по темам: «Инженерная география», «Инженерная геоморфология», «Прикладные и экологические аспекты геоморфологии», «Основы маркетинга и менеджмента в природопользовании». С 2004 года читает курсы на кафедре рекреационной географии и туризма Географического факультета МГУ по темам: «Туристско-рекреационный комплекс РФ», «Туризм и экскурсионное дело», "Инженерно-географические исследования для рекреации и туризма", «Феномен туризма: вызовы и современность», «Физическая география и природно-рекреационные ресурсы мира», «Современные технологии туристско-рекреационного освоения территорий», «Географические основы устойчивого развития туризма», "Рекреационная оценка туристских территорий",  «Географические основы туристско-рекреационного проектирования" "Технологии проектирования туристско-рекреационных кластеров".
В 2000—2003 гг. — заместитель министра образования Российской Федерации.
Основатель с 2004 года и бессменный заведующий кафедрой рекреационной географии и туризма Географического факультета МГУ.
С 2005 г. — вице-президент Национальной академии туризма, председатель Московского отделения Национальной академии туризма.
В 2006—2013 гг. — директор Института комплексных исследований образования МГУ имени М. В. Ломоносова.
В. И. Кружалин является автором нескольких десятков научных и научно-популярных книг, учебников и учебных пособий для высшей школы. Имеет авторские свидетельства. Организатор 14 международных научно-практических конференций «Туризм и рекреация: фундаментальные и прикладные исследования».

## Научные и научно-популярные книги
- «Инженерная геоморфология. Основания для инженерной оценки рельефа» (соавт., 1989);
- "Инженерная геоморфология. Индикационный анализ и методы исследования" (соавт., 1990);
- "Инженерная геоморфология" (соавт., 1993);

- «Экологическая геоморфология суши» (2001)

- «Человек. Общество. Рельеф» (соавт., 2004, 2-е изд. 2009);

- «Технологии управления и саморегулирования в сфере туризма» (соавт., 2014);

- «10 лет кафедре рекреационной географии и туризма» (соавт., 2014);

- «Николай Мироненко: страницы жизни, научные идеи и работы, педагогическая деятельность, воспоминания» (соавт., 2015).

- «Где я должен побывать, чтобы познать Россию. В 3-х кн.» (соавт., 2015—2018);

- «Доступный, социальный и массовый туризм: проблемы и перспективы развития в России» (соавт., 2016);

- «Туристическая география Севера России» (соавт., 2018):

### Учебники
- «География туризма» (соавт., 2014);

- «Цивилизационный туризм» (соавт., 2016);

### Учебные пособия
- «Общая геоморфология» (соавт., 1987);

- «Практикум по общей геоморфологии» (соавт., 1998)[1][2];
- "Практикум по курсу "Геоморфология с основами геологии" (геоморфология)"  (соавт., 2009)

## Семья
Жена — Лариса Сергеевна Кружалина, заместитель проректора-директор  Культурного Центра МГУ. Сын — Кирилл Викторович Кружалин (род. 1975), кандидат географических наук (2002), доцент Географического факультета МГУ, заместитель по практикам заведующего кафедрой рекреационной географии и туризма, двукратный чемпион Европы по карате.